# Bezirk Bischofszell

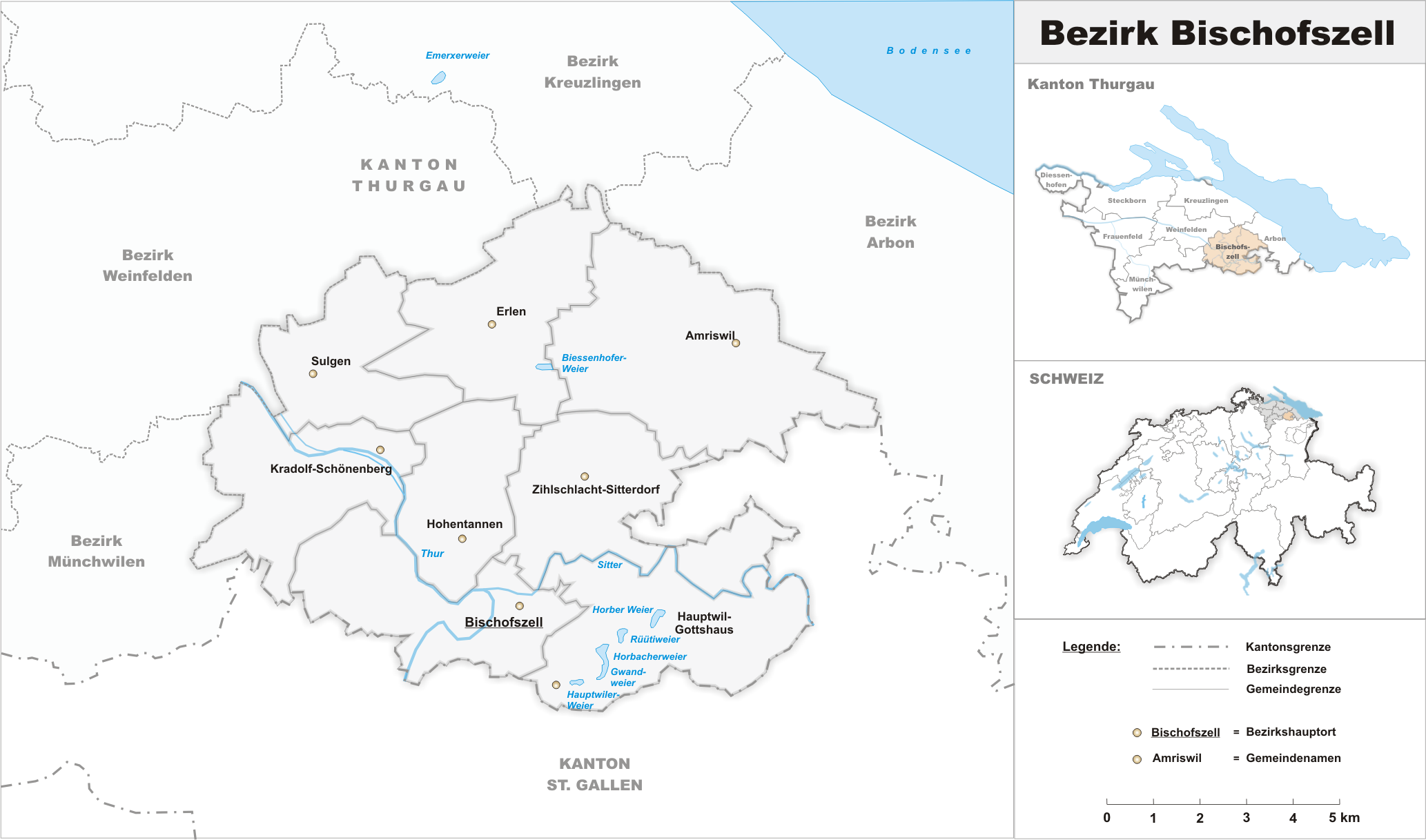
Karte des ehemaligen Bezirk Bischofszell

Der Bezirk Bischofszell war ein Bezirk im Kanton Thurgau. Hauptort war Bischofszell.
Mit dem Inkrafttreten der Änderung des Thurgauer Gesetzes über die Gemeinden wurde der Bezirk Bischofszell per Ende 2010 aufgelöst.
Zum Bezirk gehören bis zum 31. Dezember 2010 folgende Gemeinden:
| Wappen    | Name der Gemeinde       | Einwohner (31. Dezember 2010) | Fläche in km² | Einw. pro km² |
| --------- | ----------------------- | ----------------------------- | ------------- | ------------- |
| Wappen    | Amriswil                | 11'941                        | 19,02         | 628           |
| Wappen    | Bischofszell            | 5542                          | 11,58         | 479           |
| Wappen    | Erlen                   | 3129                          | 12,19         | 257           |
| Wappen    | Hauptwil-Gottshaus      | 1787                          | 12,49         | 143           |
| Wappen    | Hohentannen             | 594                           | 8,01          | 74            |
| Wappen    | Kradolf-Schönenberg     | 3313                          | 10,95         | 303           |
| Wappen    | Sulgen                  | 3423                          | 9,12          | 375           |
| Wappen    | Zihlschlacht-Sitterdorf | 2044                          | 12,21         | 167           |
| Total (8) | Total (8)               | 31'773                        | 95,57         | 332           |

## Veränderungen im Gemeindebestand

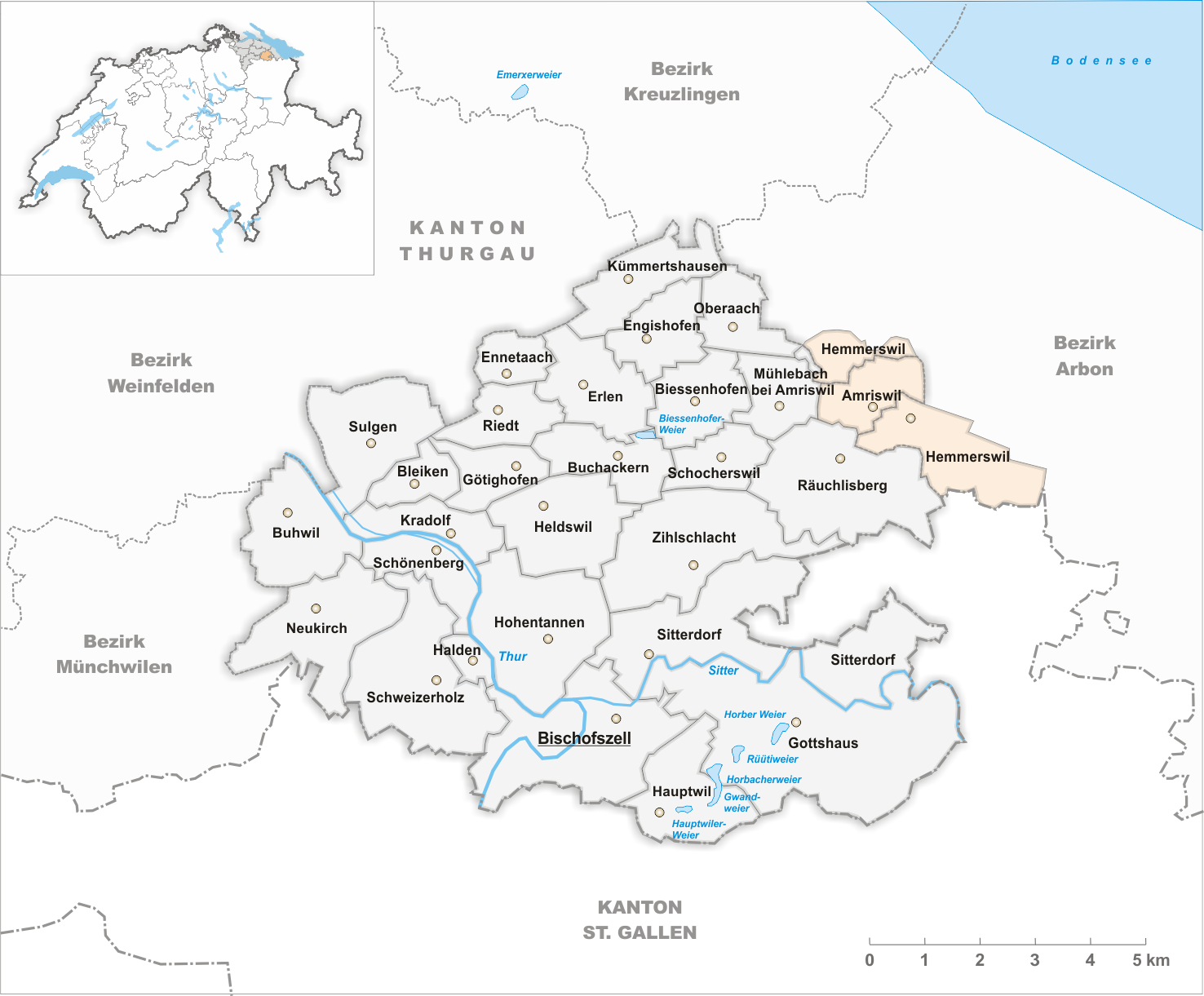
Gemeinden bis 1924
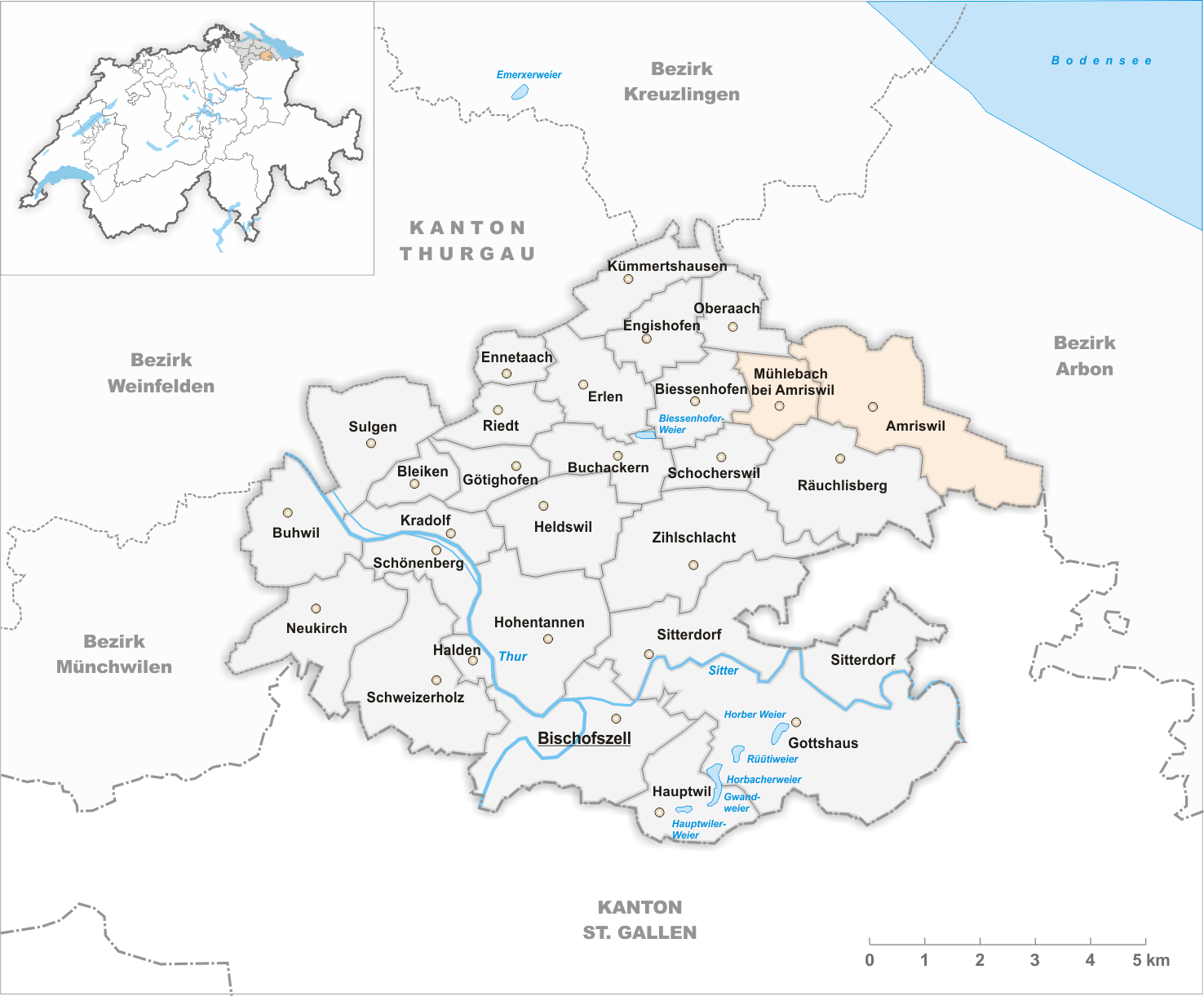
Gemeinden bis 1931
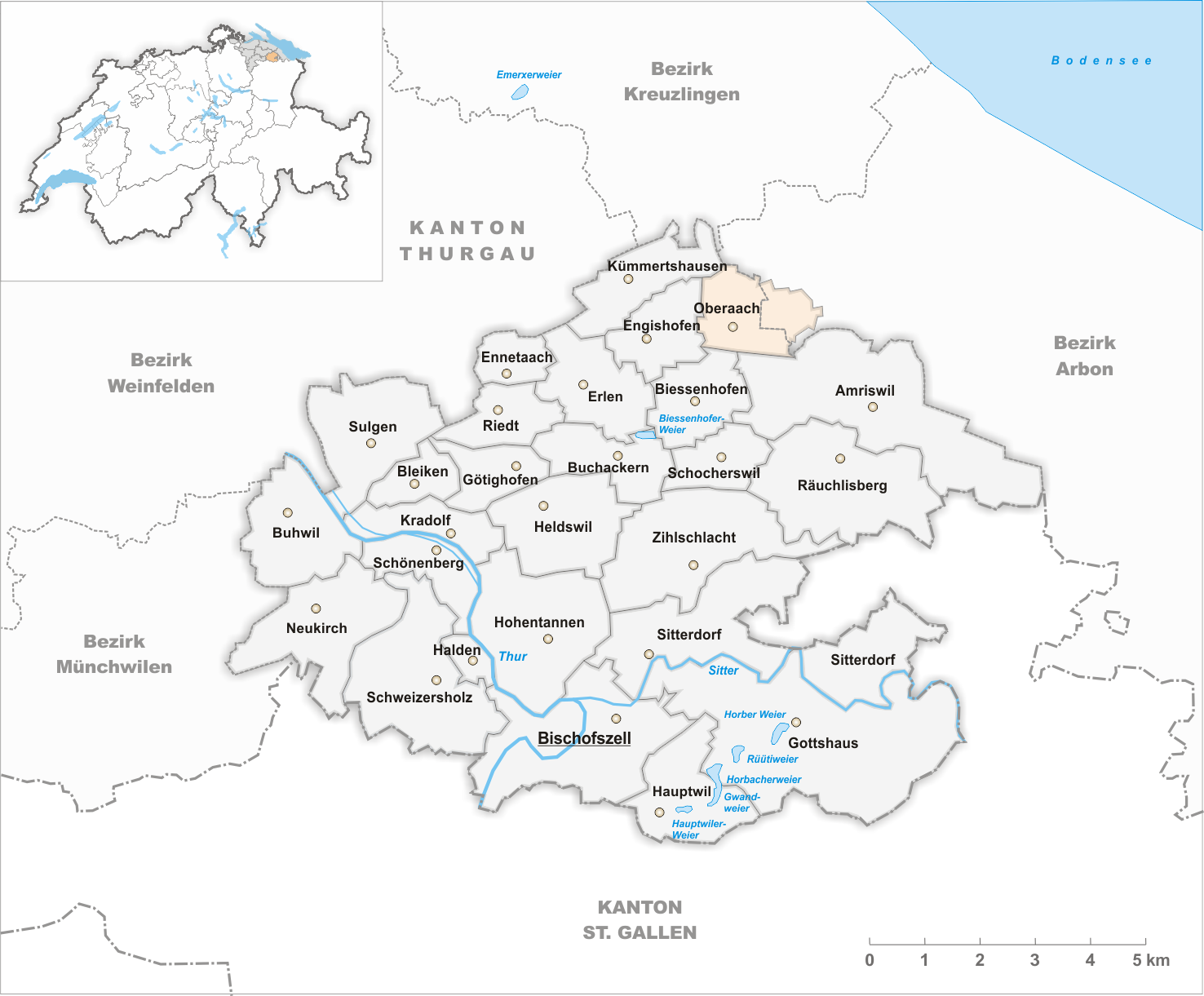
Gemeinden bis 1935
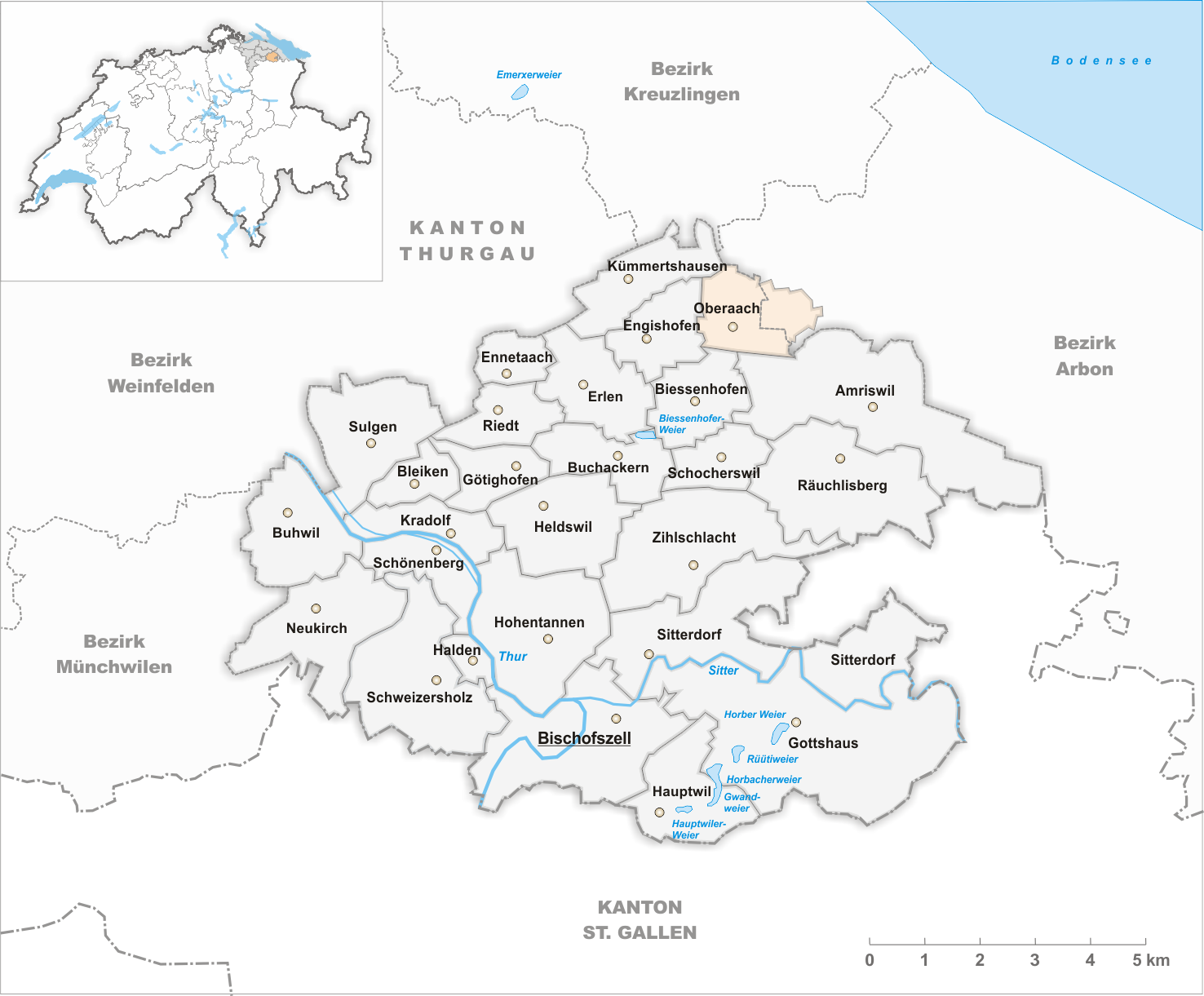
Gemeinden bis 1935
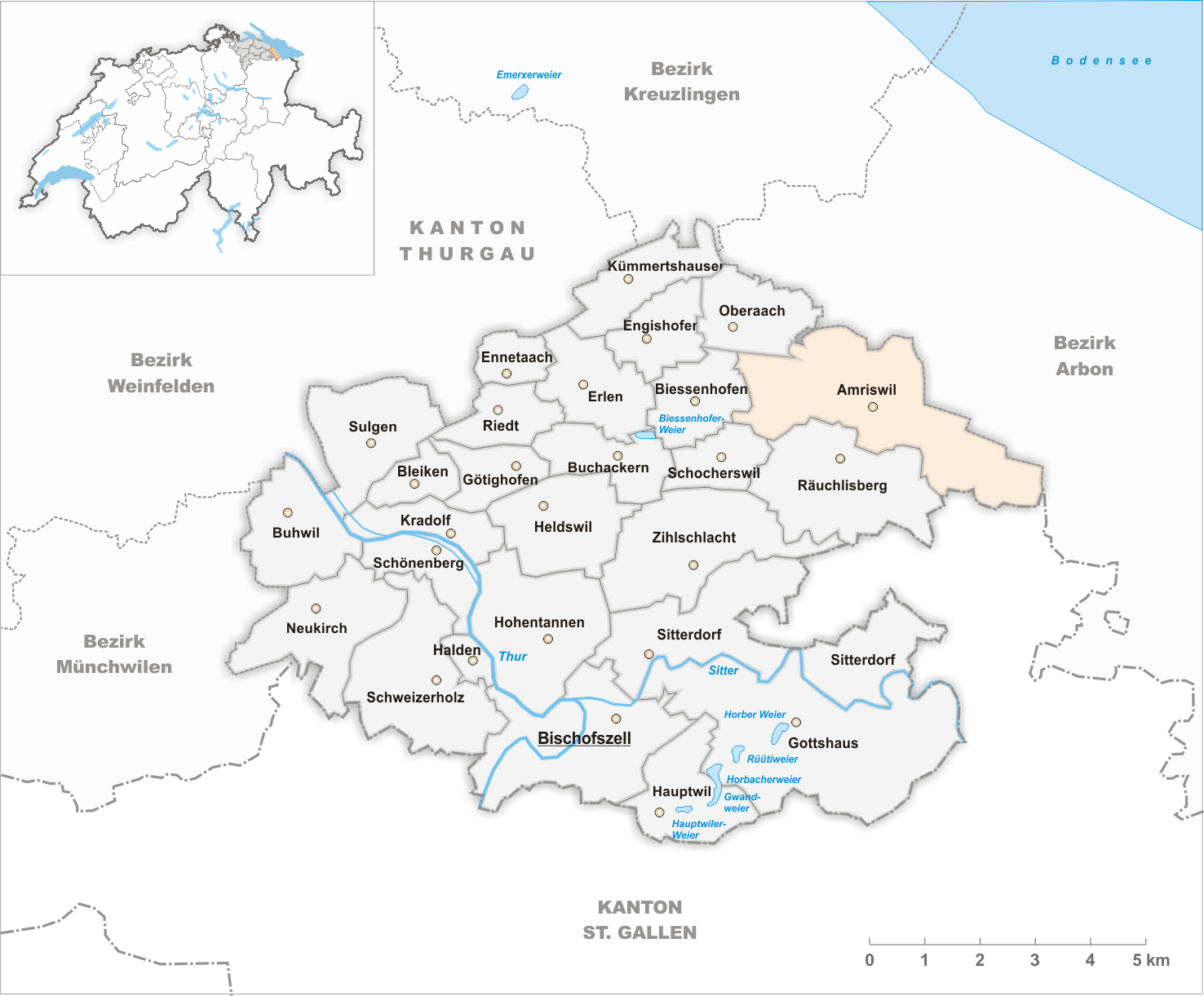
Gemeinden bis 1938
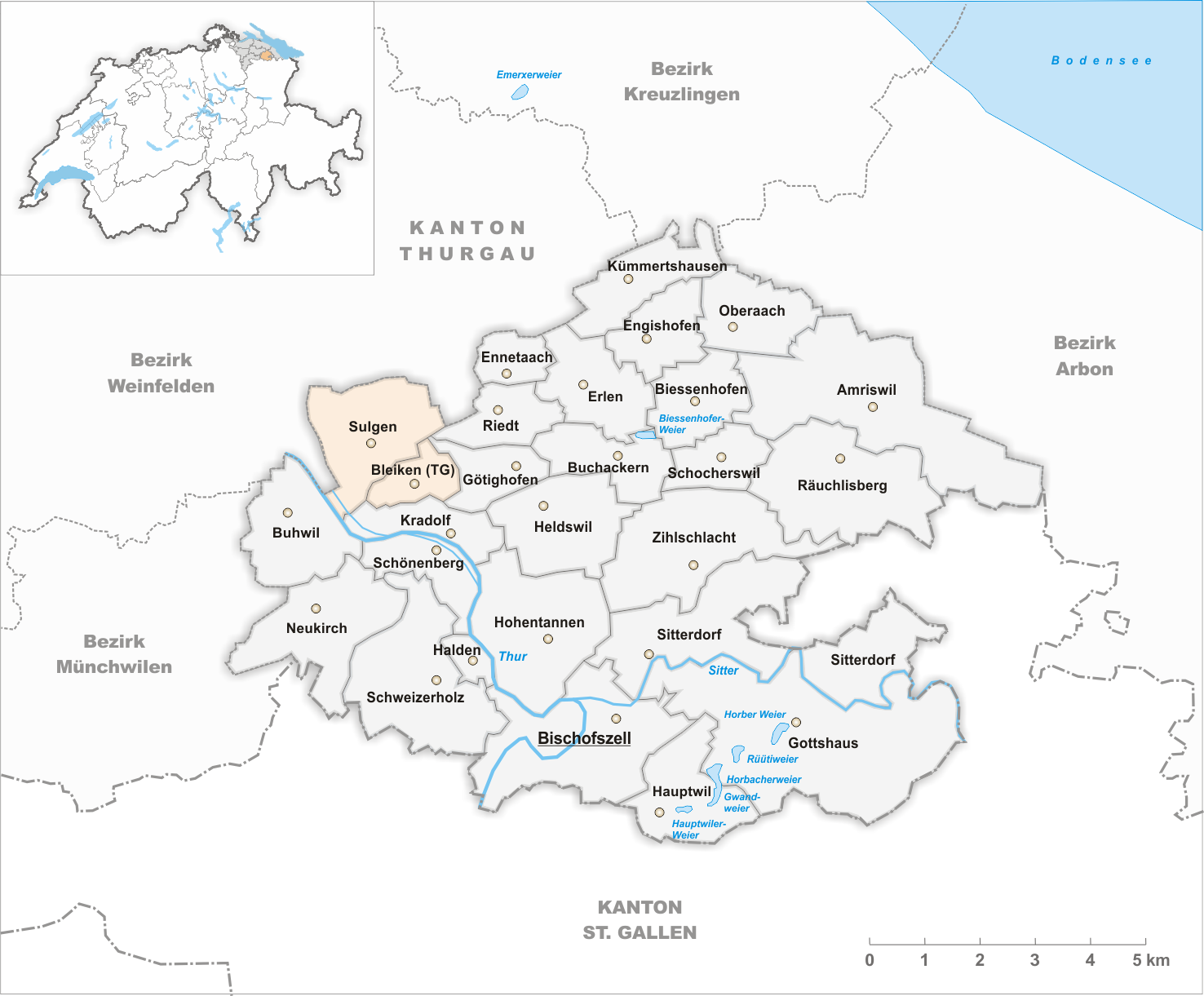
Gemeinden bis 1964
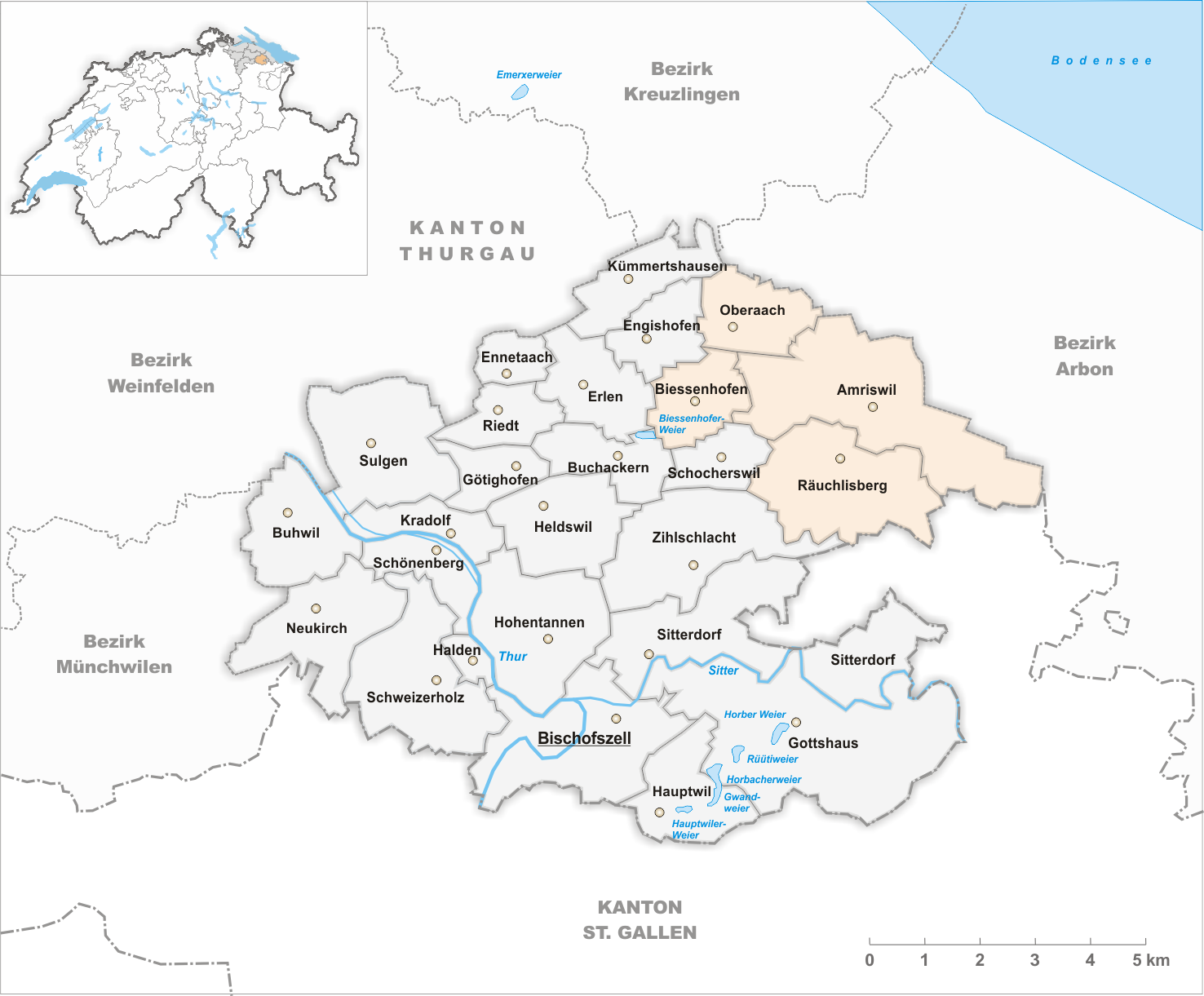
Gemeinden bis 1978
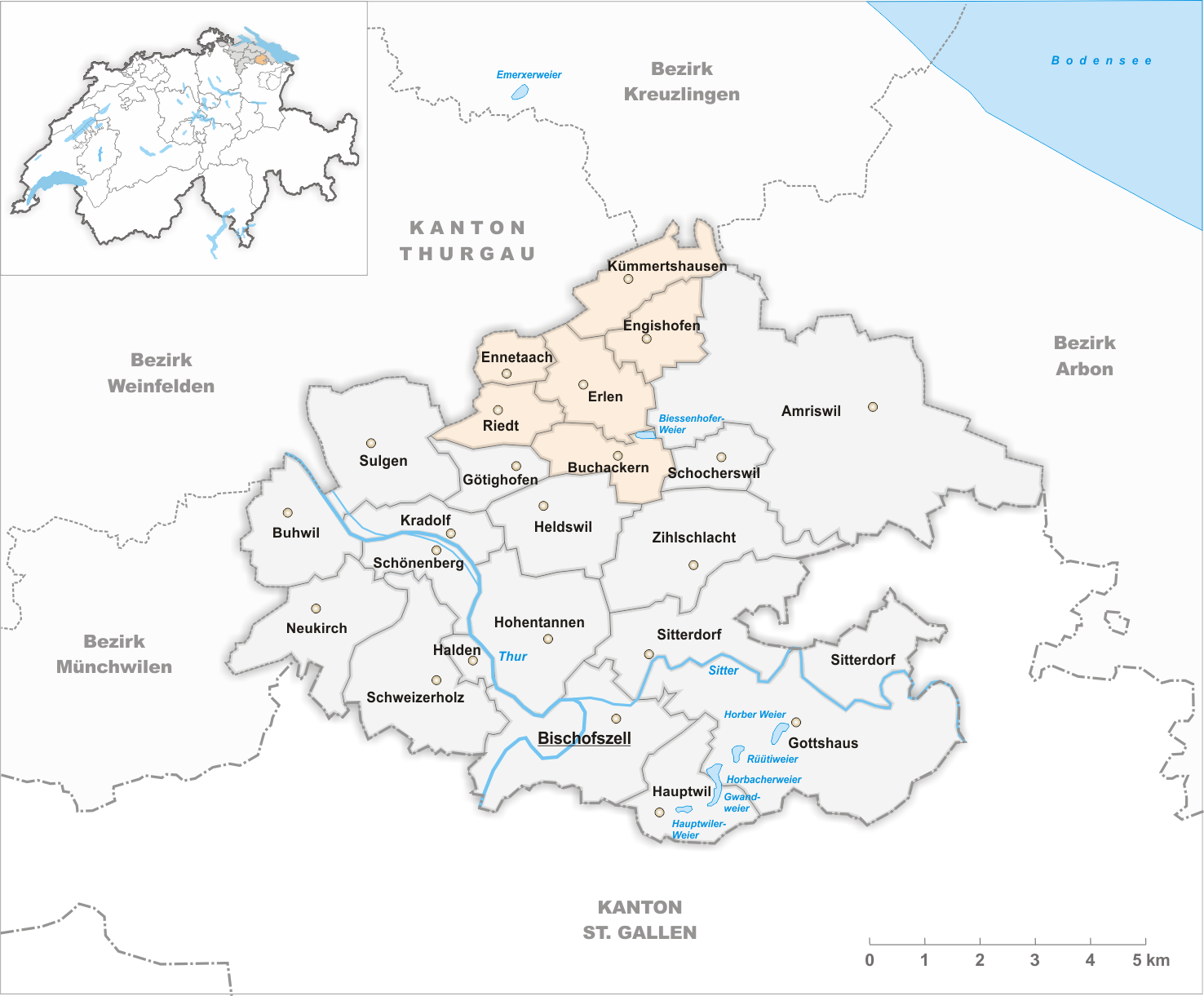
Gemeinden bis 1994
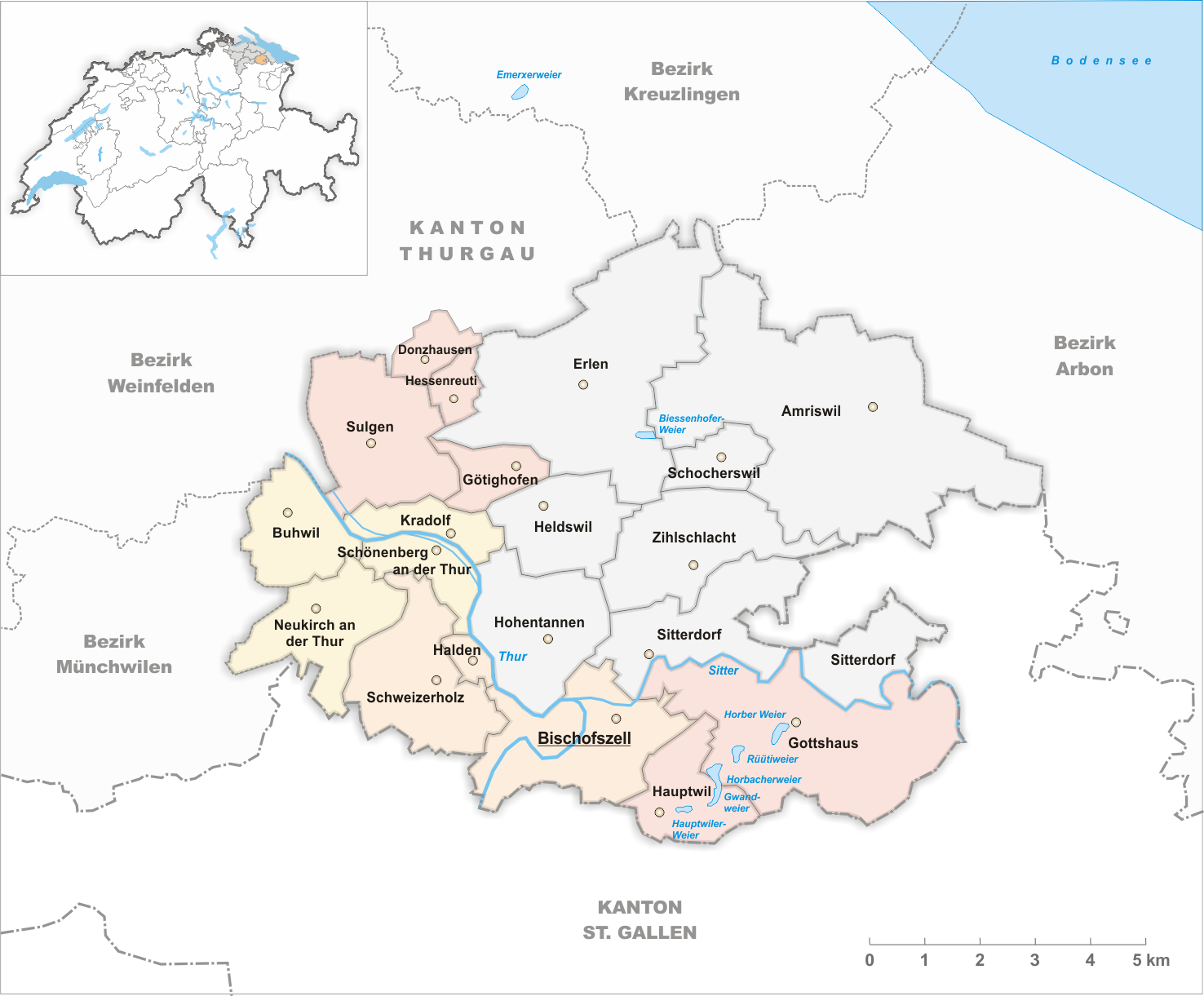
Gemeinden bis 1995
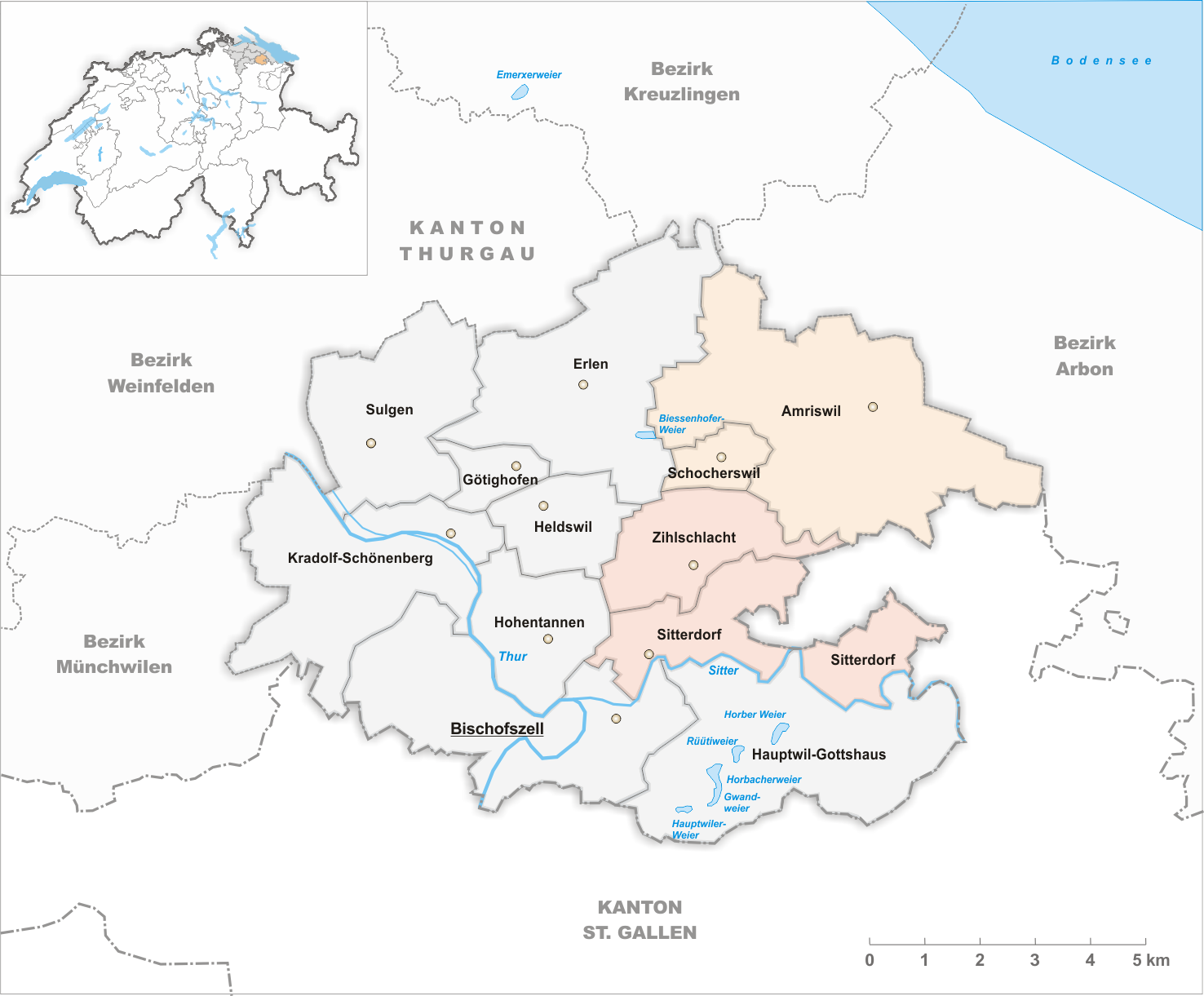
Gemeinden bis 1996
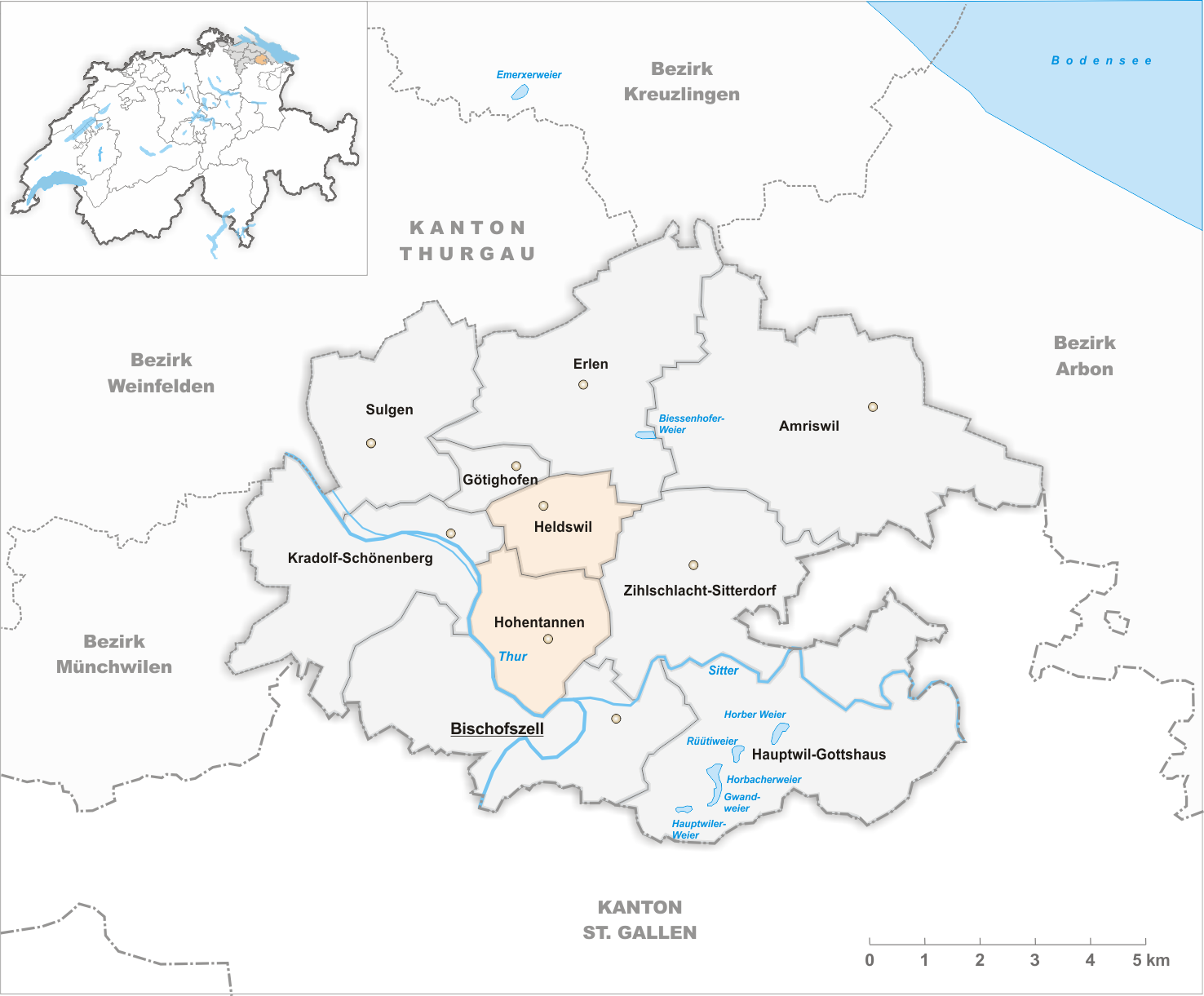
Gemeinden bis 1998

### Fusionen/Veränderungen
- 1. Januar 1925: Amriswil und Hemmerswil →  Amriswil

- 1. Januar 1932: Amriswil und Mühlebach →  Amriswil

- 1. Januar 1937: Wechsel der Ortschaft Niederaach von der Gemeinde Hefenhofen zur Gemeinde Oberaach

- 1. Januar 1937: Gebietsabtausch zwischen Amriswil und Hefenhofen

- 1. Juni 1964: Bleiken und Sulgen →  Sulgen

- 1. Januar 1978: Amriswil, Biessenhofen, Oberaach und Räuchlisberg  →  Amriswil

- 1. Januar 1995: Buchackern, Engishofen, Ennetaach, Erlen, Kümmertshausen und Riedt  →  Erlen

- 1. Januar 1996: Buhwil, Kradolf, Neukirch an der Thur, einige Weiler von Schweizersholz und Schönenberg an der Thur  →  Kradolf-Schönenberg

- 1. Januar 1996: Donzhausen, Götighofen, Hessenreuti und Sulgen  →  Sulgen

- 1. Januar 1996: Bischofszell, Halden und der restliche Teil von Schweizersholz  →  Bischofszell

- 1. Januar 1996: Gottshaus und Hauptwil  →  Hauptwil-Gottshaus

- 1. Januar 1997: Amriswil und Schocherswil  →  Amriswil

- 1. Januar 1997: Sitterdorf und Zihlschlacht  →  Zihlschlacht-Sitterdorf

- 1. Januar 1999: Heldswil und Hohentannen  →  Hohentannen

- 1. Januar 2011: Amriswil wechselt vom Bezirk Bischofszell →  Bezirk Arbon

- 1. Januar 2011: Bischofszell, Erlen, Hauptwil-Gottshaus, Hohentannen, Kradolf-Schönenberg, Sulgen und Zihlschlacht-Sitterdorf wechseln vom Bezirk Bischofszell →  Bezirk Weinfelden